# Josef Bachem (Verleger)
Josef Wilhelm Peter Bachem, auch Joseph Wilhelm Peter Bachem (21. Oktober 1821 in Köln – 21. August 1893 in Honnef am Rhein) war ein deutscher Verleger und Gründer der Kölnischen Volkszeitung.  

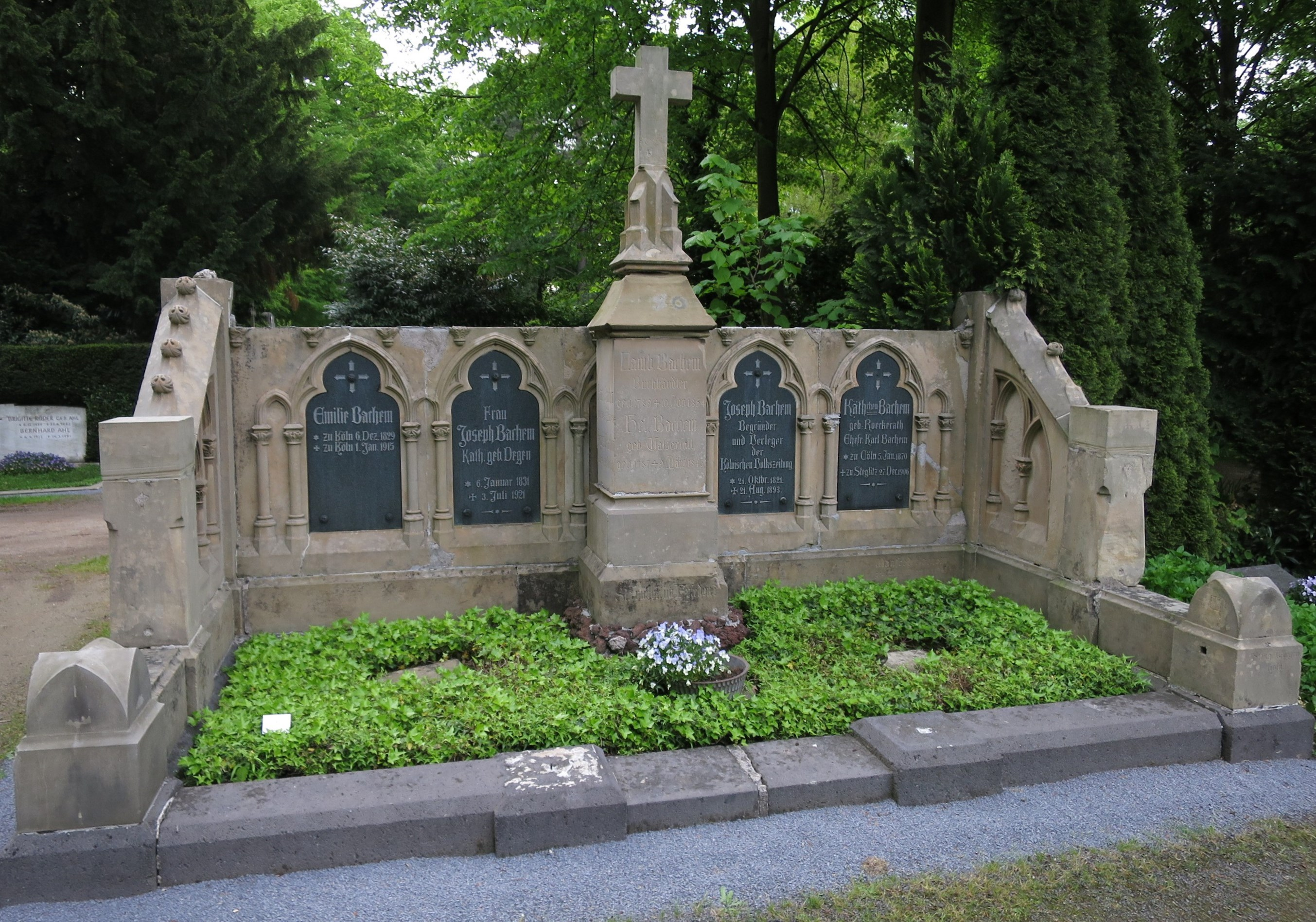
Grabstätte (Friedhof Melaten)

Der Sohn des Buchhändlers Lambert Bachem (1789–1854) besuchte die Höhere Bürgerschule und trat dann in den väterlichen J. P. Bachem Verlag ein, dessen Leitung er nach dem Konkurs des Vaters 1840 übernahm. In den folgenden Jahren war Joseph Bachem an mehreren katholischen Zeitungsprojekten beteiligt, darunter der Deutschen Volkshalle, die von 1849 bis 1855 erschien. Mit den dabei gesammelten Erfahrungen gründete er 1860 die katholische Tageszeitung „Kölnische Blätter“, die ab 1868 unter dem Titel Kölnische Volkszeitung erschien. Daneben publizierte er Roman- und Novellen-Sammlungen sowie Übersetzungen vornehmlich englischer Literatur und machte den Bachem-Verlag so zu einem Zentrum der katholischen Publizistik in Deutschland. Schon vor seinem Tod übergab er die Geschäfte an seine Söhne Franz-Xaver (1857–1936), Robert (1861–1942) und Fridolin (1863–1920).  
Joseph Bachem wurde im Familiengrab auf dem Kölner Melaten-Friedhof (Flur 22 (V)) begraben. 